# TT 프로 리그
TT 프로 리그(TT Pro League)는 트리니다드 토바고의 최상위 축구 리그이다. 현재 9개 팀이 참여하고 있다.

## 2015-2016 시즌 클럽팀
- 모번트 캘러도니아 유나이티드
- 센트럴 FC
- 디펜스 포스 FC
- 노스 이스트 스타즈 FC
- 포인트 포틴 시비크 FC
- 폴리스 FC
- 산 후안 하블로테 FC
- 세인트 안스 레인저스 FC
- W 커넥션 FC
- 클럽 산도

## 같이 보기
- 트리니다드 토바고 축구 국가대표팀